# مانامي ماتسوماي
مانامي ماتسوماي (باليابانية: 松前 真奈美) مواليد 25 ديسمبر 1964 في طوكيو، هي ملحنة يابانية متخصصة في ألعاب الفيديو معروفة بتلحين لعبة ميجا مان الأولى، بدأت مسيرتها الفنية سنة 1987.

## الأعمال
- ميجا مان
- القتال الأخير
- الرمية الملتهبة
- دافي داك: مهمات مارفين
- ميجا مان 10

## روابط خارجية
- مانامي ماتسوماي على موقع IMDb (الإنجليزية)
- مانامي ماتسوماي على موقع ميوزك برينز (الإنجليزية)
- مانامي ماتسوماي على موقع ديسكوغز (الإنجليزية)